# USS Saratoga (CV-3)
Det femte USS Saratoga (CV-3) var US Navy's andet hangarskib. Skibet blev søsat en måned tidligere end dets søsterskib USS Lexington, der blev sat i drift som det tredje. Eftersom Saratoga og Lexington så identiske ud, blev skibets skorsten malet med en stor, sort, vertikal stribe til at hjælpe piloter til at skelne skibene fra hinanden.
- Wikimedia Commons har flere filer relateret til USS Saratoga (CV-3)

11°34′53″N 165°29′55″Ø / 11.581481°N 165.49855°Ø